# 波状路
波状路（はじょうろ）とは自動車教習所などで自動二輪車教習や技能検定に使用され、障害物が不等間隔に設置された通路を指す。

## 概要
不等間隔に並んだ突起物の上をオートバイで走行する。悪路を走行することを前提にしているためMTは立乗姿勢（中腰姿勢）、ATは着座姿勢（中腰姿勢）で低速走行をしてバランスを保ちながら安全に走行することが目的である。アクセル、クラッチ、ブレーキワーク、バランスが悪くエンストしたり、コースから逸脱すると検定中止となる。一本橋より難しく項目の中で苦手としている人が比較的多いとされる。大型二輪車の試験が難しくなった背景には1973年に750ccの大型自動二輪車が発売され事故や暴走族が社会問題となってきたことがある。1994年神奈川県では暴走族の36％が750ccであった。1975年に自動二輪の区分が改正され大型二輪車の試験は交通事故を防止するため、1975年10月1日から総排気量が700cc以上のものを使用すると共に、試験課題に「坂道における一時停止及び発進」、「波状路」が追加され運転免許試験場での限定解除試験が必要となる。20回受けても合格しない人もおり合格率は非常に低かったが海外バイクメーカからの規制緩和要求により1996年からは教習所で大型自動二輪車の教習を受けられるようになる。

## 検定課題としての波状路
大型自動二輪車の卒業検定の課題として実施されている。普通自動二輪車では任意教習として実施されている。
間隔は1.3m,1.3m,1.0m,1.15m,1.3m,1.3m,1.0m,1.15mで障害物9ヶ合計9.5ｍ。台形の障害物（高さ5cm,上辺6cm,下辺14cm、幅70cm）を立ち姿勢(スクーター型の大型二輪車は着座姿勢）により、できる限り遅い速度で走行する。
手順
- 停車せずにMTは立乗（または中腰）で、ATは着座（または中腰）のまま波状路へ進入。
- 進入したらMTは立乗姿勢（または中腰姿勢）、ATは着座姿勢（または中腰姿勢）のまま低速でバランスを保ちながら走行する。低速走行により車体が不安定になりやすいため顔は前方遠くに向け、目線は若干下にする。前輪が乗り越える段差を見ると左右の方向調整が遅れ脱輪しやすい。間隔が1.3mの時はほぼ前輪と後輪が同時に段差にあたるので注意する。アクセルや細かいハンドル操作で調整して前進する。

MT車はローギアにしてニーグリップをし、両足でバランスを取り、膝と腕でショックを吸収するため若干曲げ、少し前かがみで体重は足７、手３の割合でかける。半クラッチにして乗り上げる前にアクセルを少しふかし、降りるときはクラッチを切る。スピードが早すぎたら後輪ブレーキで速度を調整する。クラッチを切りっぱなしだとバランスを失うので半クラッチにする。
比較的失敗の少ない5秒通過での単純計算では、前輪は526ｍS(1m間隔)～684ｍS(1.3m間隔)で次の段差に当たる。手の反応時間(約200mS前後)を想定すると段差乗越えの感触から次の段差のためにバランスを保ちながらクラッチ（左手）とアクセル（右手）、ハンドルを巧みに操作する必要があり一本橋より難しい。
前輪は段差に対して直角に当てるようにする。頭がふらつかないようにする。
AT車はステップボードに足を乗せ体重をかけながらアクセル操作で速度を調整する。
- 通過後、すぐ右（左）にウィンカーを出し安全を確認してから曲がる。（出口が右左折の場合のみ）

検定中止項目
脱輪、足つき、転倒、エンスト
減点項目
5.0秒未満は秒数に関係なく10点減点。(前車輪の接地面部の一部が、波状路の突起部の始端から終端までの9.5ｍの区間をおおむね5秒未満で走行した場合)
立ち姿勢を保たないと、「運転姿勢不良」と判定され10点減点。
エンスト、足つき、はみ出しは検定中止

## 海外での試験
Cattle Grid, Road Bumpとも呼ばれる。アメリカ、EU、台湾等では実施されていない。
- ベトナム　　8の字(Đi qua hình số 8),狭路(Đi qua vạch đường thẳng),スラローム(Đi qua đường có vạch cản),波状路( Đi Đường Gồ Ghề )が実施される。2016年から圧線が採用されている。8の字は幅70cm内半径2.3ｍ外半径3ｍで一番失敗しやすい。狭路は幅60cm長さ18ｍ。波状路は幅90cm長さ15m間隔約1.5m ９ヶ。
- マレーシア　波状路( ujian menunggang di laluan tidak rata ) 半円の硬質ゴムまたはアスファルトに埋め込まれた円形コンクリート柱10ヶを乗り越える。時間制限は無し。小型バイクは前輪と後輪が同時に障害物にあたるのでアクセルワークに注意。